# الحزب الاشتراكي للولايات المتحدة
الحزب الاشتراكي للولايات المتحدة، ويسمى رسميًا الحزب الاشتراكي في الولايات المتحدة الأمريكية، هو حزب سياسي اشتراكي في الولايات المتحدة. تأسس الحزب الاشتراكي في الولايات المتحدة الأمريكية في عام 1973 كخلف لحزب أمريكا الاشتراكي، الذي كان قد تعرض لانشقاق قبل عام، الأمر الذي أدى إلى تأسيس مجموعة أخرى تسمى الاشتراكيون الديمقراطيون في الولايات المتحدة الأمريكية.
يلتزم الحزب بصورة رسمية باشتراكية الخيمة الكبيرة. إلى جانب سلفه، نال الحزب الاشتراكي الأمريكي درجات متفاوتة من الدعم حين تنافس مرشحوه ضد مرشحي الحزبين الاشتراكي والديمقراطي. ينادي الحزب الاشتراكي في الولايات المتحدة الأمريكية بالاستقلال التام عن الحزب الديمقراطي. وبوصفه نفسه بأنه يعارض جميع صيغ الاضطهاد، ولا سيما «الأنظمة الدولانية الرأسمالية والاستبدادية»، ,ينادي الحزب بإقامة «ديمقراطية راديكالية تمنح البشر سيطرة على حياتهم— ومجتمع اشتراكي نسوي لا طبقي متحرر من العنصرية والانحياز الجنسي ورهاب المثلية ورهاب التحول الجنسي يسيطر فيه البشر على وسائل الإنتاج والتوزيع ويمتلكها من خلال هيئات أو تعاونيات عامة أو هيئات جماعاتية أخرى مملوكة بشكل ديمقراطي، ويوفر توظيفًا كاملًا لكل من يريد أن يعمل، ويمتلك فيه العمال الحق في تشكيل نقابات بحرية وإقامة إضرابات والانخراط في أشكال أخرى من إجراءات العمل، ويستخدم فيه إنتاج المجتمع لفائدة البشرية بأكملها، لا من أجل الربح الخاص للقلة».
مع وجود مقره في مؤسسة أبراهام جوهانس موستي، يقع المكتب الوطني للحزب الاشتراكي في الولايات المتحدة في شارع كانال 168 في حي تشايناتاون في نيويورك. يمتلك الحزب منظمات معتمدة في ولايتي ميتشيغان ونيوجيرسي، وأيضًا العديد من المحليات في أنحاء البلاد.
في شهر أكتوبر من عام 2019، رشح الحزب الاشتراكي هوي هوكينز لمنصب رئيس الولايات المتحدة في انتخابات عام 2020. نال هوكينز أيضًا الترشيح الرئاسي لعام 2020 من قبل حزب الخضر، وترشح لذلك المنصب باسم عدة أحزاب على مستوى الولاية، مثل حزب الجبل الأخضر للعدالة والسلام في فيرمونت في محاولة لتوحيد «اليسار المستقل اللاطائفي» ضمن حملة واحدة.

## التاريخ

### الخلفية
في سنة 1958، تفككت الرابطة الاشتراكية المستقلة التي كان يقودها ماكس شاتشتمان للانضمام إلى حزب أمريكا الاشتراكي، الذي أسسه يوجين فيكتور دبس. كتب شاتشمان أن الشيوعية السوفييتية كانت شكلًا جديدًا من المجتمع الطبقي ومن الجماعاتية البيروقراطية تستغل فيه الطبقة الحاكمة السكان، وهو ما دفعه لمعارضة انتشار الشيوعية.  حاجج شاتشمان أيضًا أنه ينبغي على الاشتراكيين الديمقراطيين العمل مع ناشطي اتحادات النقابات العمالية وحركة الحقوق المدنية للمساعدة في إحداث «تصويب» ديمقراطي اشتراكي للحزب الديمقراطي. وعلى الرغم من وفاته في 4 من شهر نوفمبر من عام 1972، وعمله المحدود ضمن الحزب الاشتراكي في السنة التي سبقت وفاته، مارس أتباعه، الذين عُرّفوا بأنهم «شاتشمانيون»٫ نفوذًا هائلًا ضمن الحزب.
في مؤتمره لعام 1972، غير الحزب الاشتراكي اسمه إلى الديمقراطيين الاشتراكيين في الولايات المتحدة الأمريكية بغالبية 73 صوتًا مقابل 34. حظي تغيير الاسم بتأييد رئيسي الاتحاد الدولي لعاملات الملابس، بايارد رستين وتشارلز إس. زيمرمان، وبتأييد نائب الرئيس الوطني الأول جيمس إس. غلايزر، وأعيد انتخاب هؤلاء الثلاثة بالتزكية.
كانت إعادة تسمية الحزب إلى الديمقراطيين الاشتراكيين في الولايات المتحدة الأمريكية تهدف إلى «الواقعية». لاحظت صحيفة نيويورك تايمز أن الحزب الاشتراكي كان قد رعى للمرة الأخيرة دارلينغتون هوبس كمرشح للرئاسة في انتخابات عام 1956، والذي لم يتلق سوى 2,121 صوتًا أتت من 6 ولايات فقط. ونظرًا إلى أن الحزب لم يعد يرعى أي مرشحين في الانتخابات الرئاسية، كانت تسمية «الحزب» تسمية «مضللة»، إذ إنها كانت تعيق ضم ناشطين كانوا قد شاركوا في الحزب الديمقراطي، وفقًا لتقرير الأغلبية. استُبدلت تسمية «اشتراكي» ب«ديمقراطيين اشتراكيين» نظرًا إلى أن العديد من الأمريكيين كانوا يربطون كلمة «اشتراكية» بالشيوعية السوفييتية. كان الحزب أيضًا يرغب بتمييز نفسه عن حزبين ماركسيين صغيرين.
انتخب المؤتمر لجنة وطنية من 33 عضوًا، مع 22 مقعدًا لمجموعة الأغلبية و8 مقاعد لمجموعة ائتلاف هارينغتون ومقعدين لمجموعة دبس ومقعد لسامويل إتش. فريدمان «المستقل»، الذي كان قد عارض أيضًا تغيير التسمية. صوت المؤتمر لمقترحات برنامجه وتبناها بصوتين مقابل صوت، مع فوز مجموعة الأغلبية بجميع الأصوات. في السياسة الخارجية، طالب البرنامج ب«صرامة حيال العدوان الشيوعي». إلا أن البرنامج عارض خلال حرب فيتنام «أي مساع لقصف هانوي لإرغامها على الاستسلام» وطالب بالعمل على اتفاقية سلام تحمي الأطر السياسية الشيوعية في جنوب فيتنام من أي أعمال انتقامية أخرى سواء عسكرية أو ترتكبها الشرطة. تلقى اقتراح هارينغتون في وقف فوري لإطلاق النار وانسحاب فوري للقوات الأمريكية هزيمة. اعترض هارينغتون أنه بعد المؤتمر الأخير، أيد الحزب الاشتراكي جورج مكغوفيرن ببيان مع «نقد هدام» ولم يحشد دعمًا كافيًا لمكغوفيرن.
في أعقاب هزيمتهم في المؤتمر، ساعد أعضاء من مجموعتين أقليتين في تأسيس منظمات اشتراكية جديدة. انضم 200 عضو كحد أقصى من مجموعة الائتلاف إلى مايكل هارينغتون في تشكيل اللجنة التنظيمية الاشتراكية الديمقراطية، التي أصبحت لاحقًا الاشتراكيين الديمقراطيين الأمريكيين. في بدايتها، كانت اللجنة التنظيمية الاشتراكية الديمقراطية تضم 840 عضوًا، 2% منهم شغلوا مناصب في مجلسها الوطني في عام 1973 حين ذكر الديمقراطيون الاشتراكيون في الولايات المتحدة الأمريكية أن تعداد العضوية في الحزب يبلغ 1800 عضوًا وفقًا لسيرة لهارينغتون تعود إلى عام 1973. ثانيًا، انضم العديد من مجموعة دبس إلى ديفيد مكرينولدز في إعادة تشكيل الحزب الاشتراكي في الولايات المتحدة الأمريكية أيضًا في عام 1973.

### التأسيس
شكلت مجموعة دبس اتحاد الاشتراكية الديمقراطية في 30 من شهر مايو من عام 1073، ودمجت الحزب الاشتراكي في الولايات المتحدة الأمريكية، الذي يختصر عادة بالحزب الاشتراكي الأمريكي. شارك العديد من نشطاء الأفرع المحلية وأفرع الولاية التابعة للحزب الاشتراكي القديم، بما في ذلك منظمات الحزب في ويسكنسن وكاليفورنيا وإلينوي ونيويورك سيتي وفيلادلفيا وواشنطن، في إعادة تشكيل الحزب الاشتراكي الأمريكي.
بعد تأسيسه، طرح الحزب نفسه بأنه الوريث الشرعي للحزب الاشتراكي في أمريكا. انتُخب عمدة ميلووكي الأسبق، فرانك زيدلر، كأول رئيس مجلس إدارة وطني للحزب. ساعد زيدلر أيضًا في إعادة تنظيم بنية الحزب خلال سنواته الأولى. وسُمي في وقت لاحق كمرشح للحزب لمنصب الرئاسة، وكان زيدلر على قناعة بأن الحزب سيكون قادرًا على التعاون مع بقية الأحزاب الاشتراكية في البلاد لنشر رسالة الاشتراكية. 

### تاريخ لاحق
منذ عام 1976، انتُخب عضو من الحزب لمجلس مدينة آيوا سيتي وفاز العديد من الأعضاء بعشرات آلاف الأصوات في انتخابات المناصب على مستوى الولاية. في عام 1992، فازت الوزيرة المحلية الاشتراكية لآيوا سيتي كارين كبي بإعادة انتخابها بأعلى نسبة أصوات في انتخابات محتدمة في تاريخ مجلس آيوا سيتي وأعيد انتخابها حتى تقاعدها من المجلس في عام 2000. في عام 2000، نال الاشتراكي ويندل هاريس نسبة 19% من الأصوات لمنصب عمدة ميلووكي، ويسكنسن في الانتخابات التمهيدية. وفي عام 2008، نال الاشتراكي جون أوسبورن 22% من الأصوات لمقعد مجلس شيوخ رود آيلاند المقاطعة 34 في حين كان مدرجًا ضمن قائمة مرشحي الحزب الاشتراكي الأمريكي. خلال انتخابات مجلس شيوخ الولايات المتحدة لعام 2010، نال دان لا بوتز من الحزب الاشتراكي في أوهايو 25,368 (0,68%) من الأصوات في أوهايو. 
في عام 2011، انتُخب الاشتراكي مات إيرارد لولاية لمدة 3 أعوام لمجلس مركز مدينة مواطني ديترويت. في عام 2012، أطاح الاشتراكي بات نوبل خصمه الذي كان يشغل المنصب بفوزه بانتخابات الهيئة التدريسية لثانوية ريد بانك الإقليمية، ونال الاشتراكي جون سترينكا 9,8% من الأصوات عند ترشحه ضمن قائمة الحزب لمقعد مجلس نواب إنديانا المقاطعة 39 ونال الاشتراكي تروي ثومبسون 27% من الأصوات لمنصب عمدة فلودوود، مينيسوتا. أيضًا في عام 2012، نالت المرشحة ماري أليس هيربرت 13,1% من الأصوات لمنصب وزيرة ولاية فيرمونت مع وجودها ضمن قائمة الترشح المزدوج لكل من الحزبين الاشتراكي واتحاد الحرية في فيرمونت. 
في عام 2016، دعم الحزب جارود ويليامز لمقعد مجلس الشيوخ في نيفادا (6,888 صوتًا، 0.6%) وسيث بيكر لمقعد مجلس شيوخ ولاية مين (3,172 صوتًا، 16,7%) وميشيل أندرسون لمجلس نواب ميتشيغان (1,584 صوتًا، 4,8%). ترشح كل من بيكر وأندرسون عن حزب الخضر. 
في عام 2018، دعم الحزب الاشتراكي في ميتشيغان مات كويهنل، اشتراكي تحرري، لمجلس نواب ميتشيغان، وقد ترشح عن الحزب الليبرتاري الأمريكي (999 صوتًا، 3,3%). دعم الحزب أيضًا مايا ديندينغر لمقعد مجلس شيوخ ولاية مين (1,109أصوات، 7,1%) وديفيد إيليوت بريت لمجلس مندوبي فيرجينيا الغربية (2,358 صوتًا 6%) وآندرو ساترن كمفوض لمنشأة عامة في مقاطعة ثورستون، واشنطن (41,664 صوتًا، 41,7%).